# Somogyviszló, Baranya
Somogyviszló este un sat în districtul Szigetvár, județul Baranya, Ungaria, având o populație de 266 de locuitori (2011). 

## Demografie
Componența etnică a satului Somogyviszló
     Maghiari (94,26%)
     Romi (1,23%)
     Necunoscut (4,51%)
     Alții (4,51%)
Componența confesională a satului Somogyviszló
     Romano-catolici (33,46%)
     Fără religie (33,08%)
     Reformați (19,17%)
     Necunoscută (14,29%)
Conform recensământului din 2011, satul Somogyviszló avea 266 de locuitori. Din punct de vedere etnic, majoritatea locuitorilor (94,26%) erau maghiari, cu o minoritate de romi (1,23%). Apartenența etnică nu este cunoscută în cazul a 4,51% din locuitori. Nu există o religie majoritară, locuitorii fiind romano-catolici (33,46%), persoane fără religie (33,08%) și reformați (19,17%). Pentru 14,29% din locuitori nu este cunoscută apartenența confesională.